# Warren Automobile Company
Warren Automobile Company war ein US-amerikanischer Hersteller von Automobilen.

## Unternehmensgeschichte
Der Zahnarzt H. F. Barnhart hatte bereits 1897 ein Auto hergestellt. 1905 gründete er das Unternehmen in Warren in Pennsylvania. Er begann mit der Produktion von Automobilen. Der Markenname lautete Warren. Noch 1905 endete die Produktion.
Es gab keine Verbindung zur Warren Motor Car Company, die ein paar Jahre später den gleichen Markennamen für ihre Personenkraftwagen verwendete.

## Fahrzeuge
Im Angebot stand nur ein Modell. Es hatte einen Vierzylindermotor. Er leistete gewöhnlich 44 PS und bei einigen Testwagen auch 49 PS. Das Fahrgestell hatte 279 cm Radstand. Der Aufbau war ein Tonneau mit seitlichem Zustieg. Der Neupreis betrug 3500 US-Dollar.
Besonderheit war die Möglichkeit, ein, zwei oder drei Zylinder abzustellen, um Benzin zu sparen.